# 宋徵璧
宋徵璧（1602年—1672年），原名存楠，字尚木，直隸松江府華亭縣人，明末清初人物。

## 生平
天啟七年（1627年）丁卯科順天鄉試第一百七名舉人，崇禎十六年（1643年）癸未科三甲第五名進士，吏部觀政，本年授中書舍人，經筵展書。與陳子龍等交往深厚。明亡後與從弟宋徵輿降清，授秘書院撰文中書舍人，遷禮部郎中，出為潮州府知府。

## 著作
著有《抱真堂詩稿》八卷，另有詞集《三秋詞》。

## 家族
曾祖宋乾，南雄府同知。祖父宋堯武，戊辰進士，曾任雲南布政司參政；父宋懋韶，恩贡，考選州同知。兄宋存標，從弟宋敬輿、宋徵輿。